# 1997-es magyar tekebajnokság
Az 1997-es magyar tekebajnokság az ötvenkilencedik magyar bajnokság volt. A bajnokságot május 3. és 4. között rendezték meg, a férfiakét Szegeden, a Postás pályáján, a nőkét Székesfehérváron, a Köfém pályáján.

## Eredmények
| Versenyszám            | Arany                                                  | Arany | Ezüst                                                           | Ezüst | Bronz                                                              | Bronz |
| ---------------------- | ------------------------------------------------------ | ----- | --------------------------------------------------------------- | ----- | ------------------------------------------------------------------ | ----- |
| Férfi napi egyéni      | Fehér László Szegedi TE                                | 975   | Karsai László Szegedi TE                                        | 974   | Mészáros József BKV Előre                                          | 939   |
| Férfi páros            | Mészáros József, Klak János BKV Előre                  | 1953  | Pintér György, Mándli János Kaposvári Strabag, Kaposvári Építők | 1870  | Fehér László, Karsai László Szegedi TE                             | 1862  |
| Férfi összetett egyéni | Mészáros József BKV Előre                              | 1939  | Karsai László Szegedi TE                                        | 1907  | Fehér László Szegedi TE                                            | 1904  |
| Női napi egyéni        | Juhász Gabriella Ferencvárosi TC                       | 461   | Herczegné Vajda Gabriella Köfém SC                              | 460   | Fehér Andrea Ferencvárosi TC                                       | 448   |
| Női páros              | Naschitz Katalin, Kórász Anna Szegedi Petrolszerviz SE | 936   | Kovácsné Grampsch Ágota, Tóthné Danka Mónika Ferencvárosi TC    | 936   | Vecseri Erika, Juhász Gabriella Victoria Bamberg , Ferencvárosi TC | 926   |
| Női összetett egyéni   | Juhász Gabriella Ferencvárosi TC                       | 922   | Kovácsné Grampsch Ágota Ferencvárosi TC                         | 922   | Vecseri Erika Victoria Bamberg                                     | 906   |